# فضل‌الله مهتدی صبحی
فضل‌الله مهتدی معروف به صبحی یا: فضل‌الله مهتدی صبحی (زاده ۱۲۷۶ کاشان - درگذشت ۱۷ آبان ماه ۱۳۴۱ در تهران)، داستانسرای معروف و پایه‌گذار سنت قصه‌گویی برای کودکان در رادیوهای ایران است.

## زندگی
فضل‌الله مهتدی فرزند محمدحسن مهتدی از بهائیان کاشان که شرح زندگی خود را در «کتاب صبحی» و «پیام پدر» نوشته‌است و چنان‌که خود شرح می‌دهد، سالیان درازی را در قفقاز، عشق‌آباد، بخارا، سمرقند، تاشکند و مرو گذرانده و سپس به ایران آمده‌است. صبحی پس از خاتمه جنگ جهانی اول، برای دیدن عبدالبهاء از راه بادکوبه و استانبول و بیروت به حیفا رفت و کاتب عبدالبها شد.
حدود ۱۲۹۵–۱۲۹۶ شمسی وی به میرزا مهدی اخوان صفا در سفر تبلیغی آئین بهایی در آذربایجان، قفقاز و آسیای مرکزی کمک نمود. به دنبال آن مدتی در عشق آباد زندگی کرد و سپس در سال ۱۲۹۸ به تهران بازگشت. در اواخر ۱۲۹۹ شمسی صبحی برای دیدار عبدالبهاء به حیفا رفت. عبدالبهاء از او خواست که در حیفا بماند و دستیار دبیرخانه (کاتب) شود. وی به مدت دوسال در کنار چند منشی دیگر و دستیاران دبیرخانه در این سمت فعالیت کرد تا اینکه اعمال او باعث شد به خدمات وی خاتمه داده شود و عازم ایران گردد. چندی قبل از درگذشت عبدالبهاء در سال ۱۳۰۰ شمسی به ایران بازگشت. در ایران بیش از یک بار از موسسات اداری بهایی سرپیچی کرده و با ابراز پشیمانی به جامعه بهائی برمی‌گشت و بلافاصله به مخالفت دوباره با همان موسسات می‌پرداخت.

صبحی مدعی بود، علی‌رغم رویگردانی کامل از بهائیت، چون مورد اعتماد و محرم اسرار عبدالبهاء بوده‌است، اسراری داشته که همه را افشا نساخته و خود در این باره چنین استدلال می‌کند که: 
تمام این اسرار را که عبدالبهاء به صرف اعتماد و راستی و درستی من مکتوم نمی‌داشت، افشا نمی‌نمایم تا گذشته از اینکه نفس عمل محمود و ممدوح است، ظن او نیز بر امانت من نزد اهل خرد فاسد نگردد و هم در نزد آزادمردان از مردی و اهلیت دور نباشیم.
صبحی در «کتاب صبحی» (یا خاطرات زندگی) خود توجه ویژه‌ای به مباحث بنیادی و اعتقادی دارد که در تاریخچه پیدایش بهائیت و معتقدات بهائیان و چه در مبانی اعتقادی اسلامی، به تبیین و تشریح آنچه می‌دانسته پرداخته‌است. صبحی پس از گذشت بیست سال از انتشار «کتاب صبحی» در سال ۱۳۳۲، «پیام پدر» را منتشر کرد.
وی در سال ۱۳۱۹ وارد رادیو شده و در آنجا قصه ظهر جمعه را اجرا می‌کرد. سنت قصه‌گویی برای کودکان توسط وی در ایران پایه‌ریزی شد.
صادق هدایت؛ نویسنده، مترجم و روشنفکر ایرانی دربارهٔ مهتدی مطالبی منفی نگاشته‌است. و او را به سرقت ادبی از آثارش متهم کرده‌است.

## بازگشت از بهائیت
اگر چه صبحی در یک خانواده بهائی بزرگ شده بود اما تحت نفوذ عبدالحسین آیتی (آواره)، که از آئین بهائی بازگشته بود قرار گرفت. پدر صبحی سعی بسیار نمود که پسرش را از راهی که در پیش گرفته بود منصرف کند ولی به نتیجه نرسید. صبحی همچنان به فعالیتهای خود علیه آئین بهائی ادامه می‌داد. او در اوج عصیانش نامه ای به بروجردی (مرجع تقلید) نوشت و از فعالیتهای گذشته خود به نفع آئین بهائی پوزش طلبیده توبه کرد. وی در این نامه با زبانی تند و زننده بر شوقی افندی و بیت العدل عمومی تاخت. او به‌شدت با رهبری شوقی افندی مخالفت داشت و این موضوع را در جامعه بهائی اعلان می‌کرد. از قزوین که به طهران آمد دیگر آن شوق و شور سابق را نداشت. در این اثنا با عبدالحسین آیتی که از آئین بهائی برکنار و به تشیع برگشته بود ملاقات می‌کرد که دوری او را از بهائیت شدت و سرعت بخشید. تا بالاخره از جامعهٔ بهائی برکنار شد. صبحی به مدت سه چهار سال از موسسات بهائی درخواست بازگشت به جامعه بهائی را کرد. اما چون از شرایط مقرر برای بازگشت اطاعت نکرد، درخواست او پذیرفته نشد.

## مرگ
مهتدی در آبان ۱۳۴۱ در تهران بر اثر سرطان حنجره در گذشت و در گورستان ظهیرالدوله تهران به خاک سپرده شد.
بر سنگ قبر او، این عبارات به چشم می‌خورد:
یا علی، قصه گوی شهر شما، بشنو از نی چون حکایت می‌کند، از جدائی‌ها شکایت می‌کند، آرامگاه ابدی شادروان فضل‌الله مهتدی صبحی، داستانسرای معروف، که در سپیده دم یک روز خزانی، داستان زندگیش به پایان رسید.
این عبارت به بیت نخست مثنوی معنوی مولوی اشاره دارد که صبحی مهتدی همیشه در آغاز داستانهایش در رادیو می‌خواند.

## آثار
- کتاب صبحی (۱۳۱۲–۱۳۴۲)
- افسانه‌ها (در دوجلد ۱۳۲۴ و ۱۳۲۵)
- داستان‌های ملل (۱۳۲۷)
- حاج میرزا زلفلی (۱۳۲۶)
- افسانه‌های کهن (۱۳۲۸ و ۱۳۳۱)
- دژ هوش‌ربا (۱۳۳۰)
- داستان‌های دیوان بلخ (۱۳۳۱)
- افسانه‌های باستان ایران و مجار (۱۳۳۲)
- افسانه‌های بوعلی سینا (۱۳۳۳)
- پیام پدر (۱۳۳۵)
- عمو نوروز (۱۳۳۹)